# Páteřní kanál
Páteřní kanál (lat. canalis vertebralis), též patéřní kanálek, je topografický prostor vzniklý spojením otvorů (foramen vertebrale) jednotlivých obratlů páteře. Na ohraničení se dále podílejí okraje meziobratlových plotének a vazy páteře. V páteřním kanálu prochází mícha (medulla spinalis) obalená v plenách. Po stranách celé délky patéřní kanál opouští míšní nervy (nervi spinales). Dalším obsahem páteřního kanálu jsou cévy doprovázející míchu (vasa spinalia anteriora et posteriora) a přední a zadní žilní pleteně (plexus venosus vertebralis internus anterior et posterior).